# Контостефани
Контостефан (грч. Κοντοστεφανος), женски облик Контостефанина (грч. Κοντοστεφανινα), је било име аристократске византијске грчке  породице која је деловала у 10.–15. века,и била је у блиским родбинским везама са  династијом Комнина.

## Историја
Родоначелник породице био је Стефан, који је служио у време цара Василија II (р. 976–1025) као заповедник дворске гарде, а због своје висине добио је надимак „Контостефан“ („низак Стефан“). У великој мери одговоран за Василијев понижавајући пораз у бици код Трајанових врата против Бугара, касније је био умешан у интриге и потучен од цара.

### Успон у доба Комнина
Породица је потом нестала све до 1080. године, када су Турци Селџуци ухватили Исака Контостефана. Паниперсеваст севастократор Исак Контостефан је наставио да служи већи део владавине цара Алексија I Комнина (р. 1081–1118), све до његовог неуспешног именовања за адмирала (таласократора) 1107/8. Његов огранак породице доспео је до великог значаја у периоду Комнина, склапајући бракове са Комнинима, Дукама, Анђелима и другим аристократским породицама. Они су углавном служили као војни команданти, и изгледа да нису били укључени у културна питања свог времена. Исаков брат Стефан се појављује само једном, заједно са Исаком на синоду у Влахерни 1095. године.
Исаков син, паниперсеваст Стефан Контостефан, оженио се Аном Комнин, другом ћерком цара Јована II Комнина (р. 1118–1143). Постао је мега дукс флоте и погинуо је при опсади Крфа 1149. године. Други син, Андроник, оженио се Теодором, ћерком Адријана Комнина, млађег брата цара Алексија I Комнена (р. 1081–1118). Предводио је поход против Рејмунда Антиохијског 1144. године и учествовао у експедицији 1156. на јужну Италију. Други Исаков син, Јован, постао је мега дукс под Исаком II Анђелом 1186. године, док је Алексије Контостефан, дукс Дирахијума 1140. године, вероватно такође био Исаков син.
Андроник је имао неколико деце: паниперсеваста севастократора Јована, посведоченог на синодима 1157. и 1166. године, Алексија и још најмање двоје анонимне деце. Јован је заузврат имао троје анонимне деце која се помињу у монодији Константина Манасе. Андроников брат Алексије имао је више деце, али је познат само син Андроник, који се оженио Ирином, прворођеном ћерком цара Алексија III Анђела (р. 1195–1203). Исаков други син, Стефан, имао је три сина, Јована, који је био дукс Солуна 1162, Алексија, војног заповедника активног у ратовима цара Манојла I Комнина (р. 1143–1180) у Угарској, и гувернера Крита 1167. године, и Андроник, такође истакнути командант који је постао мега дукс, као и ћерка Ирена, која се удала за Нићифора Вријенија. Потомци ове гране су познатији: Јованов син Стефан био је дукс Крит 1193. године и имао је сина Јована, познатог само по његовом печату. Андроник је имао пет синова, чија имена нису потврђена; њихово постојање се само успутно помиње током Андроникове неуспеле завере против цара Андроника I Комнина 1182. године. Из кратког натписа познат је унук Андроника, који је умро као монах.
Исааков брат Стефан је можда био отац Теодора Контостефана, команданта цара Манојла I Комнина који је пао у походу на јерменску Киликију 1152. године. Посведочено је још неколико чланова породице, чија је веза са Исаком и његовим потомцима непозната. Тако је куропалат Михаило Контостефан, познат само по његовом печату, био отприлике Исаков савременик; Нићифор Контостефан је био гамброс (брачни сродник) цара Алексија III и дукс Крита 1197. године, наследивши на овом месту поменутог Стефана, и доспео у високи чин севастократора пре своје смрти. Од печата су познати и панстратарх Контостефан, без имена, и извесна Евдокија Контостефанина, оба датована у 12. век.

### Каснији чланови породице
Након пада Византијског царства у Четвртом крсташком рату 1204. године, породица је стагнирала, иако су остали чланови аристократије и још увек се појављују као земљопоседници и заузимају положаје у царској служби.
Протосевастократор Теодор Контостефано служио је као војсковођа код никејског цара Јована III Дуке Ватаца (р. 1222–54), а члан породице је био командант тврђаве Гарела током грађанског рата 1341–47, предавши је. Јовану VI Кантакузину 1343. године. Ђорђе Контостефан је био земљопоседник у Меленикону 1309. године и поклонио је земљу манастиру Зографу; један Димитрије Комнин Контостефан је продао кућу у Цариграду Марији Палеологини и био ожењен Теодором Дукаином Акрополитисом; док је био безимени; члан породице држао је велика имања на Лемносу ца. 1435/44. Дионисије Контостефан је био монах око. 1365, Јован Контостефан је радио као учитељ, вероватно у Константинопољу, 1358, Кабаларије Контостефан је поседовао земљу у Константинопољу 1400, а Никола Контостефан је у исто време био активан у граду. Стилијан, његов син Ламберт и његова деца Тзовиа и Стелио забележени су на Кипру између 1398. и 1405. године. Последњи члан породице посведочен у византијско доба био је Фламулес, који је радио као писар ца. 1413/4–16.[26

## Литереатура
- Kazhdan, Alexander, ур. (1991). The Oxford Dictionary of Byzantium. Oxford and New York: Oxford University Press. ISBN 0-19-504652-8.
- Трап, Ерих; Бејер, Ханс-Веит; Валтер, Рајнер; Штурм-Шнабл, Катја; Кислингер, Евалд; Леонтијадис, Јоаник; Капланерес, Сократес (1976–1996). Просопографски Лексикон Палеолога (на немачком). Беч: Верлаг дер Остерреицхисцхен Академие дер Виссенсцхафтен.  3-7001-3003-1.
- Varzos, Konstantinos (1984). Η Γενεαλογία των Κομνηνών [The Genealogy of the Komnenoi] (PDF) (на језику: Greek). A. Thessaloniki: Centre for Byzantine Studies, University of Thessaloniki. OCLC 834784634. Архивирано из оригинала (PDF) 31. 01. 2021. г. Приступљено 28. 06. 2023.
- Varzos, Konstantinos (1984). Η Γενεαλογία των Κομνηνών [The Genealogy of the Komnenoi] (PDF) (на језику: Greek). B. Thessaloniki: Centre for Byzantine Studies, University of Thessaloniki. OCLC 834784665. Архивирано из оригинала (PDF) 30. 01. 2021. г. Приступљено 28. 06. 2023.